# دين محمد شيخ
دين محمد شيخ (بالأردوية: دين محمد شيخ)‏ هو داعية مسلم من ماتلي في مدينة بادين في إقليم السند في باكستان. ولد في عام 1942، كان هندوسيًا، واعتنق الإسلام في عام 1989. بعد اعتناقه الإسلام وأصبح داعية مسلم في إقليم السند، وأسلم على يده بعض الهندوس، وتذكر بعض المصادر أنه أسلم على يده أكثر من 110,000 هندوسي في الإقليم. ترأس مسجد الجامع الله والي ومدرسة عائشة لتعليم القرآن، ومعهد المتحولون إلى الإسلام. تعرض للاختطاف مع ابنته، وقيل أن المختطفين قادة هندوس متطرفون. انتقل كثير من المتحولين للإسلام من ماتلي واستقروا بالقرب من كراتشي بسبب العداء من عائلاتهم وأقاربهم.